# Кіріанка
Кіріанка (рум. Chirianca) — село у Страшенському районі Молдови. Утворює окрему комуну.

## Населення
За даними перепису населення 2004 року у селі проживали 1203 особи.
Національний склад населення села:
| Національність   | Кількість осіб | Відсоток   |
| ---------------- | -------------- | ---------- |
| молдавани румуни | 1189 3         | 98,8% 0,2% |
| росіяни          | 6              | 0,5%       |
| українці         | 3              | 0,2%       |
| болгари          | 2              | 0,2%       |
| Всього           | 1203           | 100%       |